# إميلي ديفيس
إميلي ديفيس (بالإنجليزية: Emilie Davis) هي كاتبة يوميات وكاتِبة أمريكية، ولدت في 18 فبراير 1842، وتوفيت في 26 ديسمبر 1899.